# Time (Freddie Mercury)
Time è un singolo da solista di Freddie Mercury, cantante dei Queen, pubblicato dalla EMI il 24 maggio 1986 nel solo Regno Unito.
Il brano, concepito per l'omonimo musical di Dave Clark, entrò nella classifica dei singoli britannica all'ottantanovesima posizione, arrivando dopo due settimane al trentaduesimo posto. Rimase in classifica per sei settimane.
La canzone (insieme ad altre due canzoni: Love Kills e In My Defence) non appare nei due album solisti di Freddie Mercury ma verrà inclusa nell'album The Freddie Mercury Album del 1992; il brano appare inoltre in molti album tributo dedicati al cantautore, tra i quali Freddie Mercury Solo Collection (2000) e Lover of Life, Singer of Songs: The Very Best of Freddie Mercury Solo (2006); le versioni incluse in questi ultimi due album sono le versioni originali del brano del 1986 mentre quella inclusa nella raccolta The Freddie Mercury Album è una versione remixata del 1992.
Nel 2019 viene pubblicata Time Waits For No One, inclusa nella raccolta Never Boring; la canzone è una nuova versione di Time creata da Dave Clark isolando la voce di Freddie Mercury e mixandola con un nuovo arrangiamento della canzone originale su pianoforte suonato da Mike Moran (che aveva anche partecipato alla creazione di Barcelona).

## Tracce
7" Single (EMI5559)
1. Time – 3:56
2. Time (versione strumentale) – 3:56